# Henry Calvin
Wimberly Calvin Goodman, más conocido como Henry Calvin (Dallas, 25 de mayo de 1918 - Dallas, 6 de octubre de 1975), fue un actor, cantante lírico (bajo) y comediante estadounidense. Fue más conocido por su personaje del sargento García en la serie televisiva El Zorro.
Estudió en las escuelas públicas de Dallas y en la Universidad Metodista del Sur (9 km al norte de Dallas). Comenzó su carrera de cantante cuando era un niño, primero en el coro de la iglesia bautista que su familia visitaba y más tarde como el solista del coro (que visitaba otras iglesias y eventos sociales).

## Síntesis biográfica

### Cantante de musicales
En 1950, Henry Calvin tuvo un programa de radio en el canal NBC.
Después de completar sus estudios, Calvin empezó su carrera como actor en teatro, cine y televisión. Su resonante voz de barítono le abrió las puertas de Broadway. Actuó en diferentes obras de teatro y musicales. En esa época Wimberly Goodman empezó a ser llamado Henry Calvin.
Después apareció en varias obras de Broadway (Nueva York), sobre todo en la obra Kismet, como el visir de la policía.
A principio de la años 40 (cuando tenía unos 25 años), fue reclutado durante la Segunda Guerra Mundial (1939-1945). A su regreso, volvió a Nueva York y a principios de los años cincuenta fue contratado para el doble papel de Wazir en la comedia Kismet, papel por el cual todavía es recordado en las tablas (la banda sonora de Kismet todavía se consigue).[cita requerida]
En 1952 interpretó a Big Ben en la serie infantil de televisión Howdy Doody e hizo su debut en el cine en El crimen contra Joe como Red Waller cuatro años más tarde.

### El sargento García
Después de esto, Calvin hizo un par de películas intrascendentes con la United Artists antes de que se le venciera el contrato y firmara con Disney para la serie El Zorro (entre el 10 de octubre de 1957 y el 2 de junio de 1959) en el papel del sargento Demetrio López García, con el que se hizo rico y famoso a nivel mundial.
El personaje del Sargento García aportaba una cuota de humor a la serie. La torpeza era el rasgo más notorio de García quien en un episodio muy gracioso era emborrachado por Diego de la Vega (el Zorro, interpretado por Guy Williams), quien le hacía brindar hasta el cansancio, cantando por el comandante y hasta por la suegra. El sargento García es constantemente burlado por otros personajes, y es a menudo su peor enemigo debido a su debilidad por los alimentos y las bebidas.
Las apariciones del sargento García estuvieron acompañadas por lo general por un leit motiv (tema musical) humorístico de Hazel Gil George (1904-1996).
Calvin también cantó la versión original en inglés de la canción que se escucha en los créditos de apertura de El Zorro. Otra versión de la canción, grabada por el trío femenino The Chordettes (‘los acordecitos’), se convirtió en un éxito de ventas.
La voz de barítono de Calvin también contribuyó a una serie de interludios musicales a lo largo de la serie, él cantó de todo, desde canciones de taberna hasta una serenata, e incluso un dueto con Annette Funicello en un episodio.
Después que la serie terminó debido a una disputa contractual con la cadena ABC, volvió a interpretar el papel de García en las cuatro historias del Zorro que se emitieron como parte del programa Walt Disney presenta, en 1960 y 1961.
Luego de El Zorro, su contrato terminó con Disney, Calvin fue estrella invitada en numerosas series de televisión durante la década de 1960. En su aparición en un episodio de El show de Dick Van Dyke, su personaje realiza un bosquejo de la comedia como Oliver Hardy, junto con Dick Van Dyke (el personaje de Petrie) como Stan Laurel.
También se mantuvo en contacto con otros miembros del elenco del El Zorro. Incluso viajó con Guy Williams a la Argentina en 1973 para asistir a un evento de caridad.

### Otros trabajos
Luego de El Zorro, Henry Calvin trabajó en algunos capítulos de Mannix y en El agente de CIPOL (en esta última serie televisiva interpretaba el rol del hermano Peter).
Calvin apareció en la película Toby Tyler, o diez semanas en el circo (1960) como el rudo conductor de carros Cotter Ben, amigo y protector de Toby. Mentor de otros Toby en la película, payaso y entrenador de animales Sam Tratar, fue interpretado por Gene Sheldon, quien coprotagonizó Zorro de Bernardo. Toby Tyler fue interpretado por Kevin Corcoran, un niño actor prolífico en el estudio en esa época. Los tres actores también aparecieron en otra película de Disney, Babes in Toyland (1961).
Calvin cantó la canción infantil «Nunca le sonrías a un cocodrilo» para Disneyland, un disco que fue reeditado más tarde como parte de una banda sonora de Peter Pan. También cantó «No vamos a ser felices hasta que lo consigamos» (con Ray Bolger) y «Poco a poco se hundió en el fondo del mar» con los bebés de la banda sonora de la película Toyland.

### Visita a Argentina
Del 14 al 20 de julio de 1973, realizó una visita a Argentina, junto con Guy Williams (el actor que protagonizaba El Zorro). Unas tres mil personas (entre niños y adultos) se amontonaron en la pista de aterrizaje del aeropuerto internacional de Ezeiza, cerca de Buenos Aires, al grito de «¡Zorro, Zorro!», esperando la llegada del vuelo 201 de la compañía Pan Am. Primero bajaron Williams y su esposa, Janice. De pronto se oyó un atronador rugido de la multitud: A la portezuela del avión se asomó Henry Calvin, quien fue reconocido a pesar de su apariencia un tanto demacrada (tenía un cáncer de garganta no diagnosticado). Cuando le preguntaron cómo había dejado de ser gordo, Henry dijo que se había propuesto bajar ochenta kilos, y lo había logrado.
Un año después se le diagnosticó un cáncer en la garganta y murió en su casa de Dallas (estado de Texas) el 6 de octubre de 1975, a los 57 años.
Fue enterrado en Grove Hill Memorial Park, en las afueras de Dallas.

### Filmografía
- 1956: Crime Against Joe, como Red Waller
- 1956: The Broken Star
- 1957: The Yeoman of the Guard
- 1957-1961: El Zorro
- 1960: Toby Tyler, or Ten Weeks with a Circus, como el rudo conductor de carros Cotter Ben, amigo y protector de Toby
- 1960-1961: Disneylandia
- 1961: Babes in Toyland
- 1965: El barco de los locos
- 1967: The World: Color It Happy
- 1971: The Boy and the Turtle